# مهرجان بايت سياتل
مهرجان بايت سياتل هو مهرجان سنوي للطعام في سياتل، واشنطن. يقام في مركز سياتل، ويطلق عليه الاسم الرسمي لـ Albert Lee Appliance Bite of Seattle. ومع ذلك ، يُعرف المهرجان محليًا باسم The Bite. يقام في عطلة نهاية أسبوع واحدة خلال شهر يوليو، ويعتبر أحد أكبر فعاليات المأكولات والمشروبات في سياتل مع أكثر من 200 بائع مشارك.
يقدم المهرجان العديد من العروض لمحبي الطعام مثل تقديم عينات من المطاعم المحلية ومسابقات طهي واكل واكلات جديدة وباعة أطعمة سريعة ومثلجات ورحلات سفر.